# Akurski sovkhoz
Akurski sovkhoz (en rus: Акурский совхоз) és un poble (un possiólok) del krai de Khabàrovsk, a Rússia, que el 2012 tenia un habitant. Pertany al districte rural de Vàninski.